# 제2차 세계 대전 기간 나치 독일의 리투아니아 점령
제2차 세계 대전 기간 나치 독일의 리투아니아 점령(German occupation of Lithuania during World War II)은 1941년 6월 22일 나치의 소련 침공부터 1945년 1월 28일 메멜 전투까지 지속된 나치 독일의 리투아니아 지역 통치기간을 의미한다. 초기에 독일군들은 그들 이전에 리투아니아를 지배하고 있었던 소련의 억압적인 정권으로부터 리투아니아인들을 해방시켰다는 이유로 많은 리투아니아 사람들에게 환대를 받았다. 따라서 독립과 자주성을 보장 받을 것이라는 희망과 함께, 리투아니아인들은 임시정부를 조직하였고, 수천 명의 리투아니아 민족주의자들은 홀로코스트 동안 가장 많은 사망률인 약 20만 명의 유대인을 살해한 나치 총관청과 협력하기 시작했다.

## 배경

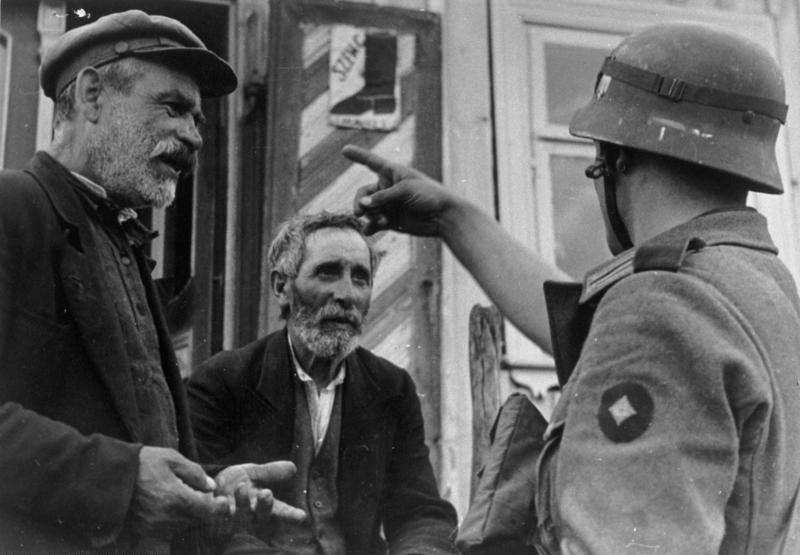
리투아니아 홀로코스트에서 독일 국방군인과 리투아니아 유대인의 모습(1941.06.24)

1939년 8월, 소련과 나치 독일은 독일-소련 불가침 조약과 중동부 유럽을 세력권에 하에 두는 비밀 의정서를 체결하였다. 리투아니아는 초기에 독일 무역에 의존하고 있었기 때문에, 독일의 세력권으로 편성되어 있었다. 1939년 3월 최후통첩 이후, 독일은 리투아니아 수출의 75%와 수입의 86%를 차지한 상황이었다. 그들의 영향력을 공고히 하기 위해 독일은 리투아니아를 상대로 독일-리투아니아 군사 동맹을 맺을 것을 제안하고 빌뉴스 지역을 반환할 것을 약속했으나, 리투아니아는 그들의 엄격한 중립 정책을 유지했다. 1939년 9월 독일이 폴란드를 침공하자, 독일 국방군은 소련 세력권 하에 있던 루블린 주와 동부 바르샤바 주를 점령하기 시작했다. 이러한 손실에 대해 소련에 보상하기 위해, 독일과 소련 간의 국경 및 우호 조약에 대한 비밀 부록이 작성되어, 리투아니아가 소련의 영향권으로 이양되었다. 이것은 소련이 1940년 6월 15일, 리투아니아를 점령하고 리투아니아 소비에트 사회주의 공화국을 설립하는 것을 정당화하는 근거로 활용되었다.

리투아니아의 영토 변화(1939-1941)

독일-소련의 우호 조약 직후, 소련은 리투아니아에게 소련-리투아니아 상호지원조약에 서명하게끔 협박하였다. 이 조약에 따르면 리투아니아는 5개의 소련 군사기지(총 20,000명의 군인)를 리투아니아에 설치하는 대신에 빌뉴스 지역(리투아니아의 역사적 수도인 빌뉴스 포함)에서 약 6,880 제곱 킬로미터의 영토를 얻었다. 리투아니아가 소련으로부터 받은 영토는 1920년 폴란드-리투아니아 전쟁 이후 폴란드와 리투아니아 간에 분쟁이 있었던 제2차 폴란드 공화국의 전 영토로, 1939년 9월 소련의 폴란드 침공 이후 소련에 의해 점령되어왔다. 그러나 소련-리투아니아 조약은 뉴욕 타임스에 의해 "사실상 독립의 포기"로 묘사되었다. 라트비아, 에스토니아 및 핀란드에게도 유사한 조약안이 제안되었으나 핀란드는 유일하게 이러한 조약을 거부하였고, 이로 인해 겨울 전쟁이 발발했다. 이러한 전쟁은 소련의 리투아니아 점령을 지연시켰으며, 소련은 리투아니아의 국내 사정에 개입하지 않고, 러시아 군인들은 그들의 기지에서 훈련만을 하고 있었다. 겨울 전쟁이 3월에 종료되었으며, 독일이 프랑스 전선에서 급속한 진군을 이루고 있을 때, 소련은 리투아니아인들이 소련군을 기지에서 납치하는 건에 관하여 격하게 비난하였다. 문제를 협상하고 해결하려는 리투아니아 정부의 노력에도 불구하고, 소련은 1940년 6월 14일, 리투아니아에 최후통첩을 발표했다. 리투아니아 정부는 이 최후 통첩을 수용하고, 소련 군은 6월 15일 부로 주요 도시들을 점령했다. 다음 날에는 라트비아와 에스토니아를 상대로 동일한 최후통첩이 발표되었다. 이러한 점령을 합법화하기 위해, 소련은 선거를 조작하여 리투아니아 소련 사회주의 공화국의 성립을 선언했다. 이로써 소련의 선전 홍보는 리투아니아가 자발적으로 소련에 가입했다는 주장의 근거로 작용할 수 있었다.

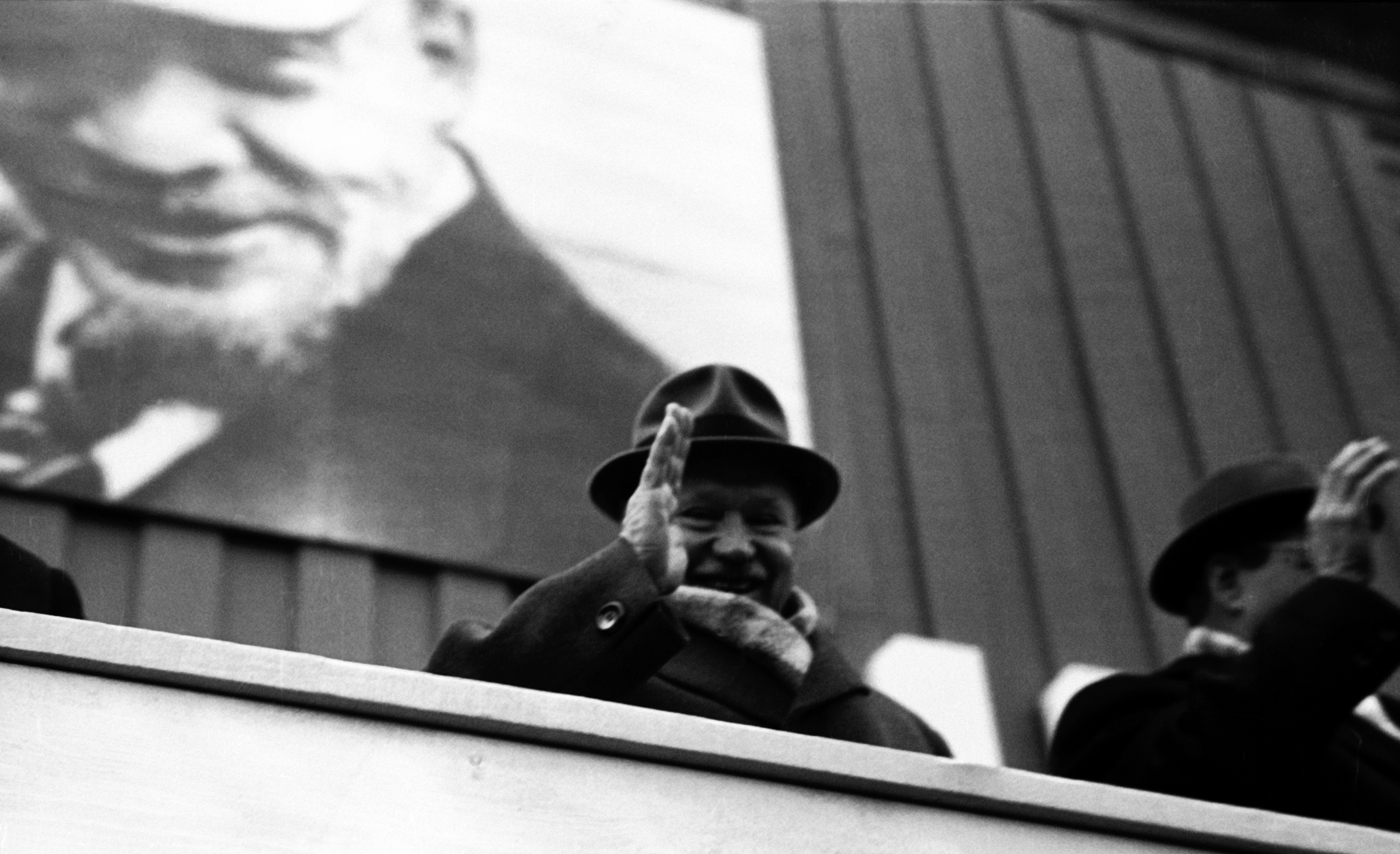
리투아니아 공산당의 지도자였던 안타나스 스니에치쿠스는 1941년 6월, 처음으로 리투아니아 유대인들의 대량 추방 정책을 시작했다.

합병이 시작되고 난 후, 소련화 정책이 시행되었다. 7월 1일에는 모든 정치, 문화, 종교 단체가 폐쇄되었고, 무조건적으로 리투아니아 공산당과 그 산하의 청년 단체만이 존재할 수 있었다. 또한 은행, 170제곱미터 이상의 부동산, 노동자가 20명 이상이거나 총 수입이 150,000 리타 이상인 개인 기업들은 모두 국유화되었다. 이러한 경영 및 운영에 대한 방해는 급격한 생산 감소를 초래했다. 러시아 군인들과 관리자들은 가치가 오른 루블을 쓰기를 원했으며, 이로 인해 상품의 대규모 공급 부족 문제가 발생했다. 소작농들과 대규모 농지 소유자들의 갈등을 유발하기 위해 리투아니아에서는 집단농사화가 도입되지 않았다. 모든 토지가 국유화되었고, 농장은 30 헥타르로 축소되었으며, 여분의 토지가 소규모 농부들에게 분배되었다. 대규모 농지 소유주를 대상으로 한 집단농사화를 대비하여 농산물 생산의 30% ~ 50% 사이의 새로운 세금이 도입되었다. 리투아니아 화폐는 실제 가치의 3~4배로 인위적으로 평가를 낮추고, 1941년 3월까지 사용이 중단되었다. 소련은 인민 의회 선거를 앞두고 약 2,000명의 유력한 정치가들을 체포했다. 이러한 체포로 인해 반소련 단체를 만드려는 시도 역시 마비되었다. "인민의 적"으로 추정되는 약 12,000명이 수감되었고 농부들이 과도한 세금을 납부할 수 없을 때, 약 1,100명의 대규모 농지 소유주가 재판에 회부되었다. 1941년 6월 14일부터 18일까지, 독일의 침공이 일주일도 채 남지 않은 상황에서 17,000명의 리투아니아인이 시베리아로 추방되었고, 이로 인해 많은 사람이 목숨을 잃었다. 많은 정치 수감자 중 일부는 철수하는 붉은 군대에 의해 학살당했다. 이러한 학살은 독일 나치당이 리투아니아인들에게 지지를 얻는 데 중요한 역할을 했다.

## 독일 침공과 리투아니아 반란

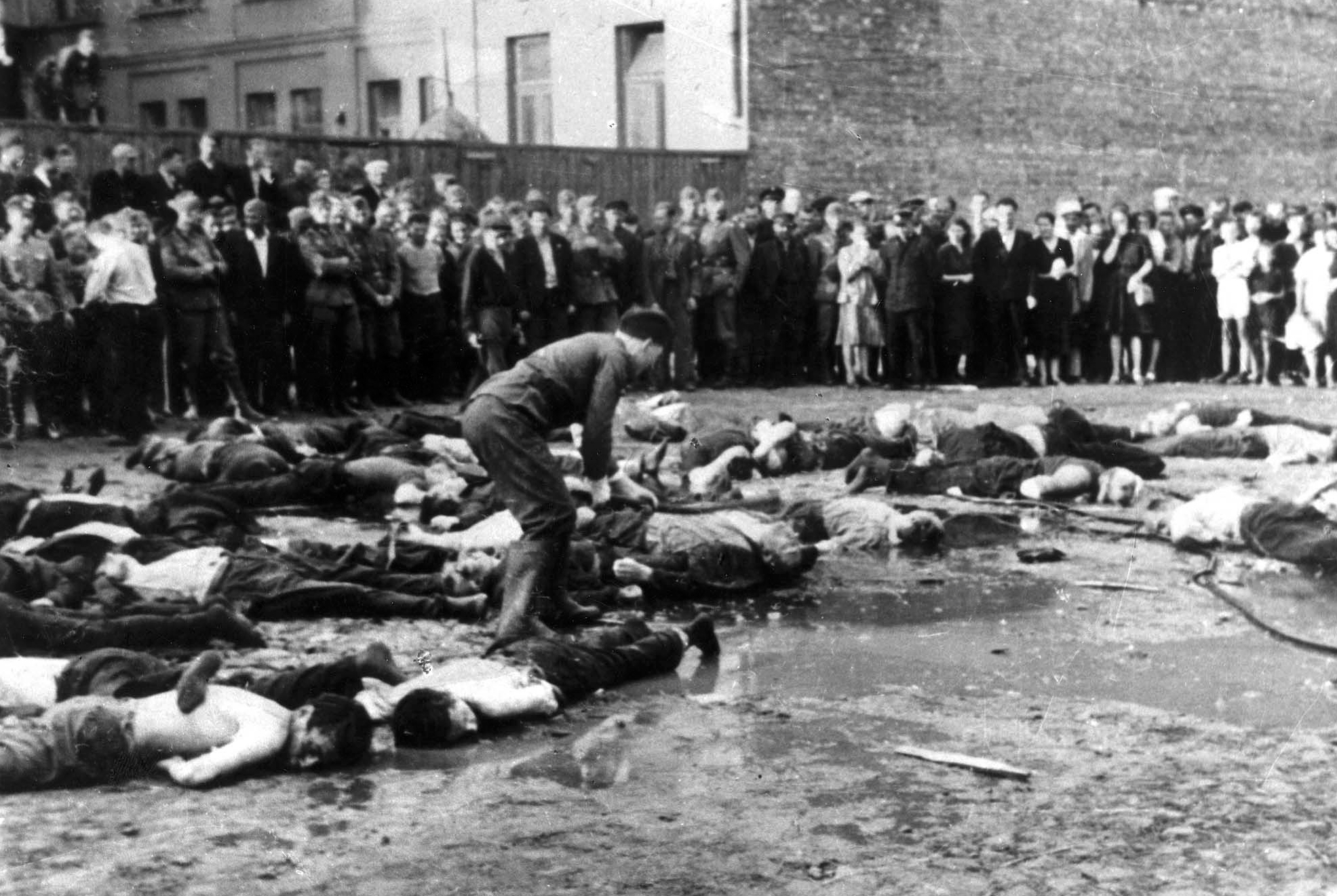
1941년 6월, 나치 점령 하 리투아니아에서 발생한 카우너스 학살

1941년 6월 22일, 리투아니아 소련 사회주의 공화국의 영토는 리투아니아 북서쪽을 침공한 북군과, 대부분은 빌뉴스 지방을 침공한 중군에 의해 공격당했다. 첫 공격은 루프트바페에 의해 리투아니아 도시들에게 가해졌으며, 약 4,000명의 민간인이 목숨을 잃었다. 대부분의 러시아 항공기들은 지상에서 파괴되었다. 독일군은 신속하게 전진하여 소련으로부터 산발적인 저항만을 받았으며, 리투아니아인들은 독립을 되찾거나 적어도 자치권 회수를 기대하며 독일군을 지원했다. 이들은 독일군을 해방군으로 보았으며, 독일이 자주국을 다시 설립해주거나 적어도 자치권을 회복시켜줄 것이라고 믿고 있었다.
리투아니아인들은 소련에 대항하여 독립을 주장하는 반란을 일으키기 시작했다. 많은 집단들은 자발적으로 조직되어 전략적인 시설물(철도, 다리, 통신 장비, 식품 및 장비 창고 등)을 통제하고 소련의 잠재적인 사보타주로부터 보호했다. 또한 코나스 지방은 리투아니아 활동가 전선(LAF)에 의해 점령되었다. LAF 지도자인 카지스 스키르파는 적어도 1941년 3월 이후부터 반란을 준비하고 있었다. 독립 운동가들은 리투아니아 독립을 선포하고 6월 23일에 리투아니아 임시 정부를 수립했다. 빌뉴스 지방은 29 리투아니아 군단의 병사들에 의해 점령되었는데, 이들은 모두 붉은 군대에서 탈영한 리투아니아 독립군의 병사들이었다. 
라세이나이 전투는 6월 23일에 시작되었으며 소련이 전차를 강화하여 반격을 시도했으나 리투아니아 제27군단에 의해 엄청난 패배를 당했다. 이 전투에는 약 16,000 ~ 30,000명이 참여했으며, 약 600명의 리투아니아인과 5,000명의 소련인이 희생되었다고 추정된다. 6월 24일에는 독일군이 전투 없이 코나스와 빌뉴스 지역에 진입했다. 일주일 이내에 독일군은 3,362명의 사상자를 기록했지만, 결국 전체 영토를 점령할 수 있었다.

## 독일의 점령

### 관리 감독

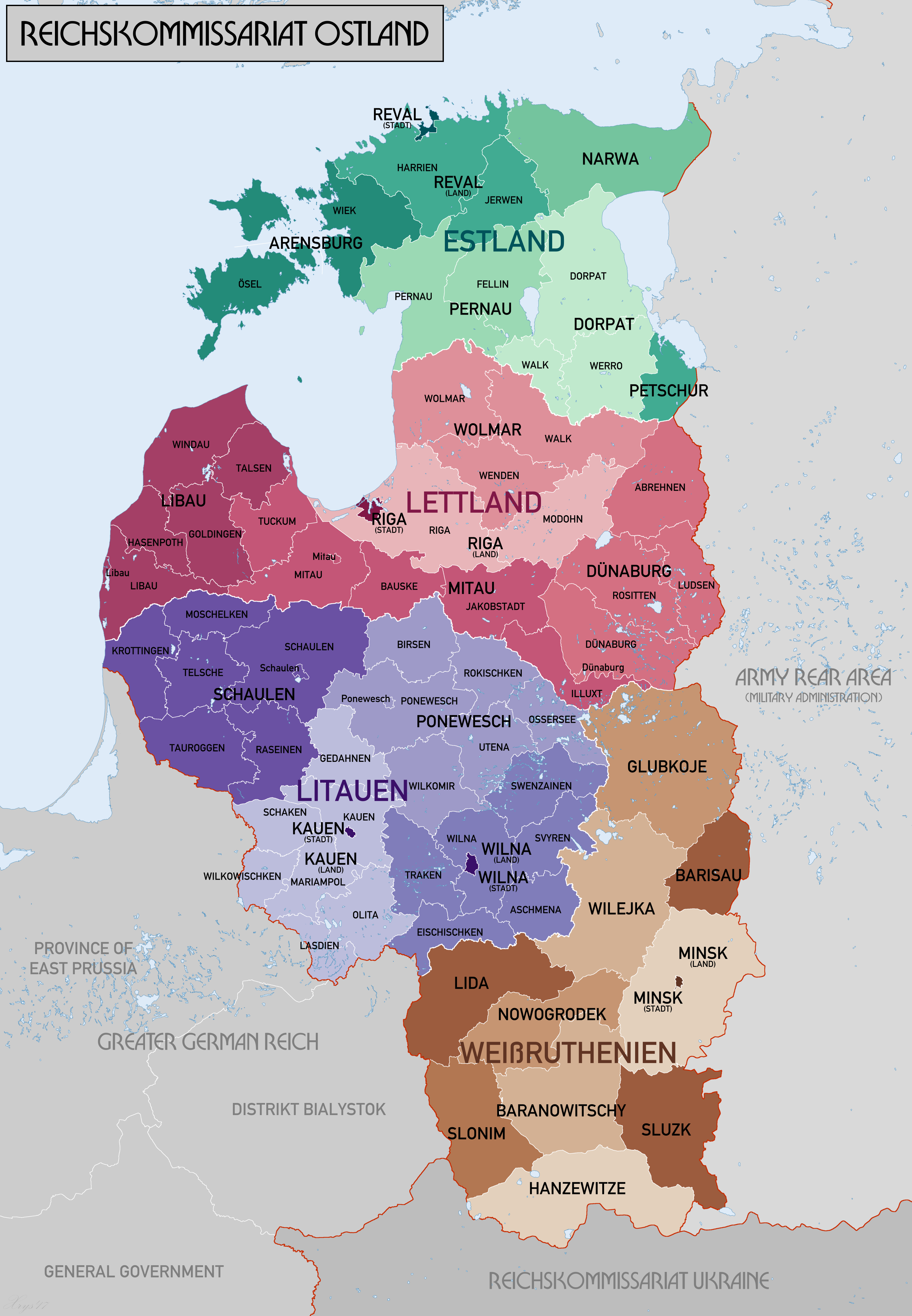
동방 국방판무관부의 행정구역 지도

전쟁 초기 몇 일 동안, 지역 안전에 주된 관심을 둔 독일 군사 당국은 리투아니아인들이 자체 행정 기관을 설립하려는 시도를 허용하고 여러 민간 문제들을 그들에게 맡겼다. 코나스 지역의 임시 정부는 리투아니아의 독립 선언을 시도하고 1년 동안 소련 정권에 의해 받은 피해를 복구하려고 했다. 임시 정부는 6주 동안 약 100개의 법과 조례를 발표했으나, 대부분 시행되지 못했다. 이러한 정책은 대개 반소련과 반유대주의로 설명될 수 있다. 정부는 리투아니아 군을 재건하기 위한 기초로 Tautinio Darbo Apsaugos Batalionas(TDA)라고 불리는 자원군을 조직했으나, 이 보병대는 곧 독일 3특수작전특공대와 Rollkommando Hamann과 같은 부대에 의해 제9요새에서 리투아니아 유대인 대거 학살에 사용되었다. 그 동안 알기르다스 클리메이티스가 이끄는 공군 부대는 도시와 교외를 휩쓸며 약탈행위를 벌였다.
그러나 실제로 독일은 리투아니아 정부를 공식적으로 인정하지 않았고, 7월 말에 그들의 자체 정부를 출범했다. 이 정부는 Ostland라 불리는 동방 국방판무관부(Reichskommissariat Ostland)의 일부로 구성되었고, 이 지역은 네 개의 일반 지구(Generalbezirke)로 나뉘었다. 애드리안 폰 렌텔른은 리투아니아의 총괄지구장이 되었고, 관련 정부 기능을 도맡았다. 임시 정부는 8월 5일에 해체되었고, 일부 장관들은 지방 자치 단체의 일반 고문이 되기도 했다. 독일은 현지 행정에 충분한 인력을 보유하지 않았기 때문에, 대부분의 지방 사무소들은 리투아니아인들이 이끌었다. 정책 결정은 고위 계급의 독일인들이 했으나, 정책 실행 과정은 하위 계급의 리투아니아인들에 의해 이뤄졌다. 리투아니아의 일반 고문들은 독일인들이 부정적인 결정을 내릴 시, 그 책임을 돌리기 위한 하나의 허수아비와도 같았다. 세 명의 고문은 수개월 내에 사퇴하였고, 다른 네 명은 독일의 몇몇 정책에 항의하자 슈트호프 집중 수용소로 추방당했다. 전반적으로 리투아니아의 지방 자치 단체는 꽤나 발전된 상태였기 때문에, 독일의 여러 계획을 방해 및 저해하는 데 기여하기도 했다. 이들은 독일이 무장친위대 부대를 편성하거나 강제 노동자를 징집하는 등의 계획을 저지하기도 했다.

### 홀로코스트

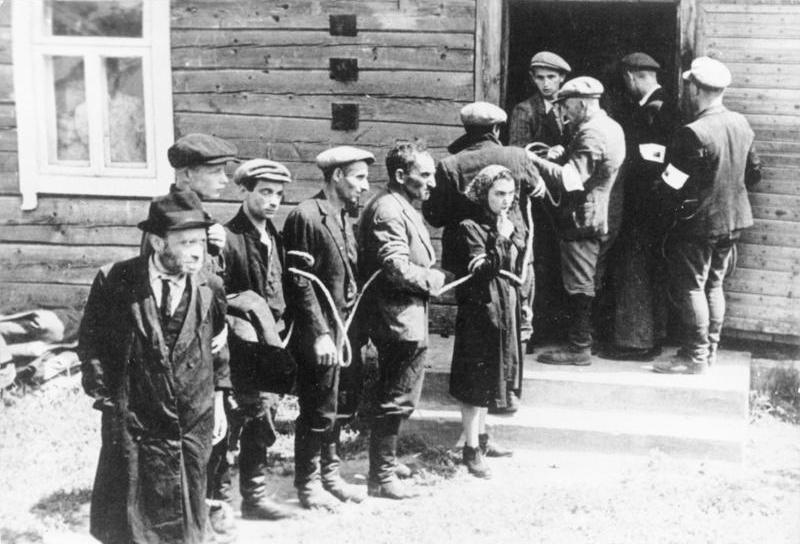
1941년 7월, 리투아니아 협력자들(흰 밴드 착용)이 유대인들을 체포하고 있는 모습

홀로코스트 이전에, 리투아니아는 약 210,000~250,000명의 유대인들이 거주하는 지역이었으며 빌나 가온의 시대 이전에도 유대인 신학, 철학 및 학문의 중심지 중 하나였다. 리투아니아 내의 홀로코스트는 세 가지 단계로 나눌 수 있다: 대량 추방(1941년 6월 - 12월), 게토 기간(1942-1943년 3월), 그리고 '최후의 청산' (1943년 4월 - 1944년 7월).

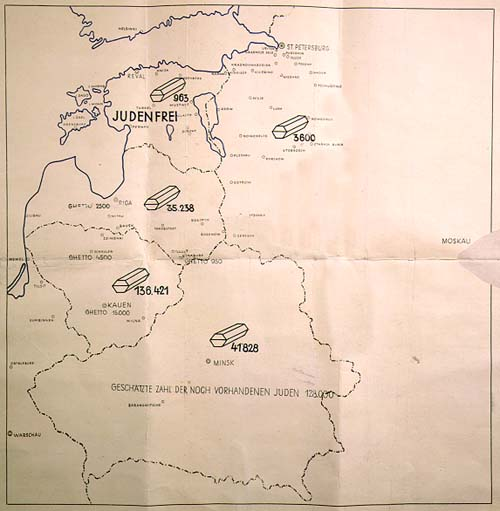
1942년 1월 지도이며, 오스틀란드 지역의 살해당한 유대인 수를 보여주고 있다. 리투아니아 지역은 136,421명의 사상자를 보이고 있다.

홀로코스트가 점진적으로 도입된 다른 나치 점령국들과는 다르게, 리투아니아 내에서 유대인의 강제 추방은 전쟁 1일차부터 시작되었다. 독일 특수작전특공대 A팀은 독일 국방군의 점령 하루 전에 인종 정화를 목적으로 리투아니아에 진입하였다. 독일 측 문서에 따르면, 1941년 6월 25일-26일 사이에 약 1,500명의 유대인들이 리투아니아 파르티잔에 의해 제거되었다. 또한 많은 시나고그들이 불에 탔고, 다음날 밤에는 유대인 2,300명이 살해당했다. 이러한 살육은 유대인들을 "보호하기 위해" 모은 후 게토에 가둔 뒤 이루어졌다. 1941년 12월 코너스 지역에서는 15,000 명의 유대인이 잔존했고, 약 22,000명이 추방당했다. 이러한 추방 절차는 세 개의 주요 지역에서 감행되었다. : 코너스(제9요새) , 빌뉴스(포나리 대학살), 그리고 촌락 지역. 이처럼 리투아니아에서는 1941년 12월 1일까지, 120,000명이 넘는 리투아니아 유대인들이 학살당했다. 
살아남은 약 43,000명의 유대인들은 여러 대도시들에 밀집하여 거주하였고, 독일 군수산업에 도움이 되는 강제 노역을 당하였다. 1943년 6월 21일에, 하인리히 힘러는 모든 게토를 청산하고 잔존한 유대인들을 유대인 집중 수용소로 보낼 것을 지시하였다. 빌뉴스 지방의 게토는 청산되었으나, 카우나스와 시아울리아이 지역의 게토는 수용소로 변모하여 1944년 7월까지 운영되었다. 다른 유대인들은 스터트호프, 다하우, 그리고 아우슈비츠의 수용소에 보내졌다. 이후 약 2,000-3,000명의 리투아니아 유대인들이 이러한 강제 수용소에서 해방될 수 있었다. 더 많은 사람들은 개전 이전에 러시아 내륙으로 도피하거나, 게토를 탈출하여 유대인 파르티잔에 합류함으로써 생존할 수 있었다.

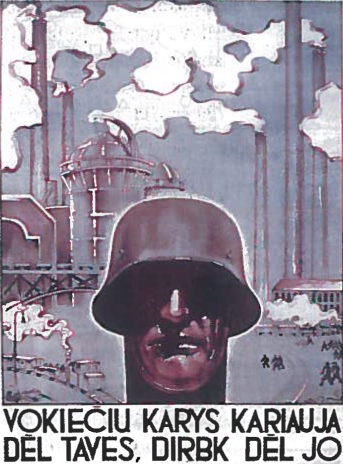
리투아니아 내의 나치 선전문이며 리투아니아어로 다음과 같이 쓰여있다. "독일군은 여러분을 위해 싸우고 일하고 있습니다."

리투아니아 내의 유대인 말살률은 약 95-97%였으며, 이는 유럽에서 가장 높은 수치였다. 이는 당시 독일 당국에 대한 리투아니아인들의 적극적인 동참과 협력의 결과였다. 유대인들은 유대 볼셰비즘으로 인해 이전의 소련 정권에 대한 비난을 그대로 물려받았고, 과거 소련 부대들의 입성을 환영한 죄목으로 리투아니아인들에 의해 비난받고 있었다. 나치의 이러한 표적 대상 선전 활동은, 리투아니아인들의 반소련 감정을 이용하고, 기존의 전통적인 반유대주의를 증폭시켰다.

### 협력
리투아니아인들은 독일을 적극적으로 지원하기 위한 몇몇 단체들을 조직했다.
- 리투아니아 보조 경찰대대 - 26개 대대, 12,000~13,000명

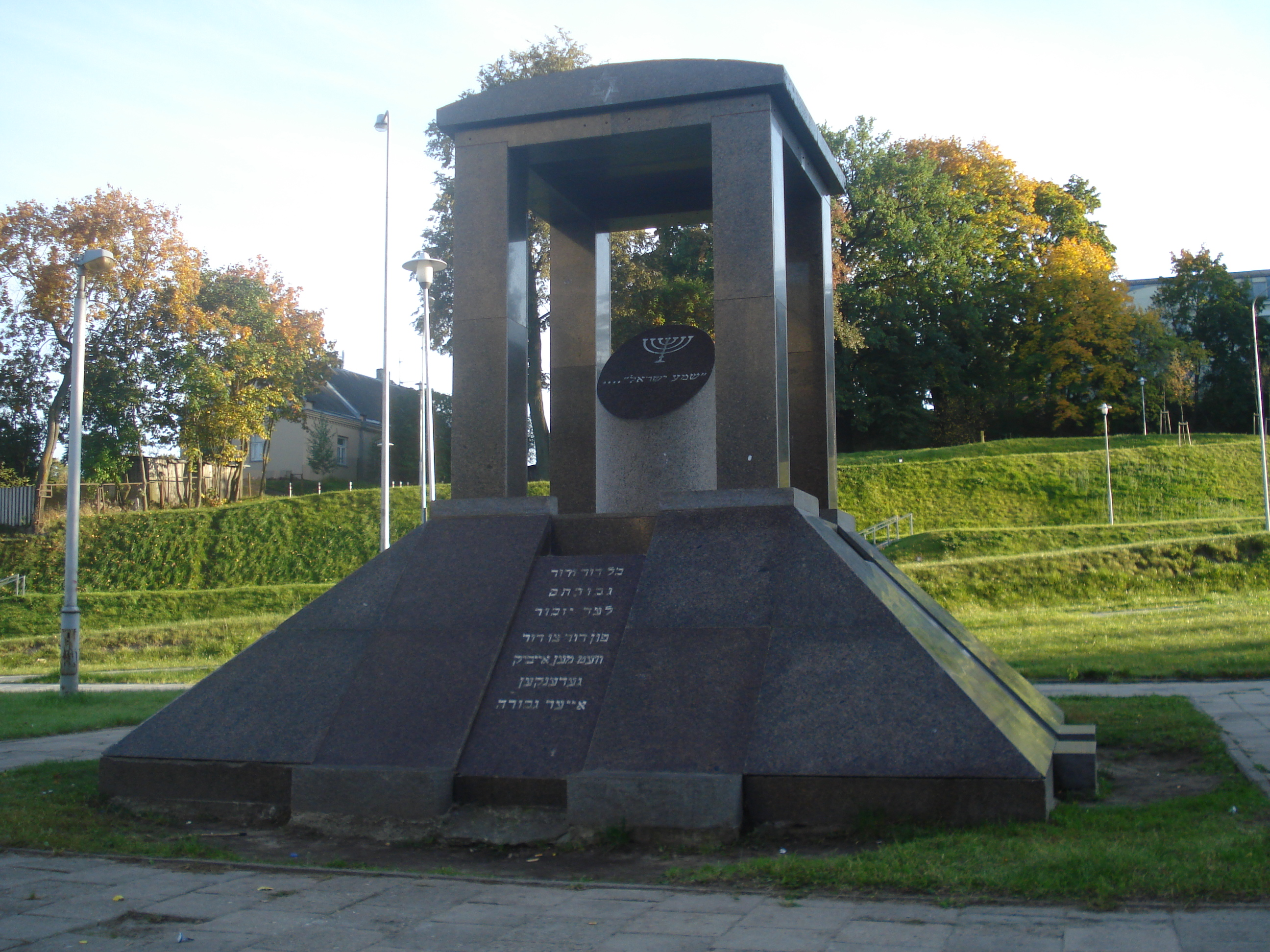
빌뉴스 지방의 나치 독일에 의해 희생된 유대인 기념비

- 빌뉴스 지방의 나치 독일에 의해 희생된 유대인 기념비리투아니아 공병대대 - 5개 대대, 2,500명
- 리투아니아 방위군 - 10,000~12,000명
- 자위 조직 - 3,000명
- 조국 수호 파견대 - 6,000명

나치의 특수작전특공대와 협업한 10개의 리투아니아 경찰대대들은 대량 학살에 가담했으며, 약 78,000명의 유대인들을 추방한 것으로 알려져 있다.
리투아니아 공병대대의 많은 부대원들이 무장친위대 가입을 권유받았으며, 실제로 40%의 부대원들이 가입하기도 했다. 비록 어떠한 리투아니아 국가 단체도 무장친위대 하에서 활동한 적은 없으나, 개인적으로 활동한 자들은 매우 많았다.

### 레지스탕스
리투아니아에서 발생한 대부분의 나치 반군세력은 폴란드 및 소련의 파르티잔 단체에서 시작되었다. 두 조직 모두 1941년 나치의 침공 이후 즉각적으로 독일군에 대한 사보타주 및 게릴라 작전을 시작했다. 폴란드 전역과 마찬가지로 리투아니아에서 가장 중요한 폴란드 반군 조직은 "홈 아미"(Armia Krajowa)로 불리는 세력들이었다. 빌뉴스 지역의 폴란드 지휘관은 알렉산더 크지샤노프스키였다.
리투아니아에서의 소련 파르티잔 활동의 일부는 안타나스 스니에치쿠스가 이끄는 리투아니아 파르티잔 운동 지휘부들에 의해, 나머지 일부는 소련 파르티잔 운동 중앙 지휘부에 의해 부분적으로 편성되었다.
리투아니아의 유대인 파르티잔들도 나치의 점령에 대항하여 싸우기 시작했다. 1943년 9월에 아바 코브너가 이끄는 유대인 파르티잔들은 빌뉴스 게토에서 반란을 일으키려 시도했으며, 이후 나치 침략에 대한 사보타주 및 게릴라 작전에 동참하기도 했다. 1944년 7월, 폴란드 홈 아미들은 "템페스트 작전"의 일환으로 "오스트라 브라마 작전"을 개시하여 그 도시를 되찾으려 시도했다.
나치를 상대로 주요한 폭력 운동은 리투아니아 사회로부터 나오지 못했다. 1943년에 여러 지하 정치 그룹이 "Vyriausias Lietuvos islaisvinimo komitetas" 또는 "VLIK"(리투아니아 해방 최고 위원회)의 아래에서 통일되었다. 이 위원회는 주로 리투아니아 유대인 이민자들 사이에서 활동했으며, 서양 국가들과 연락을 맺고 리투아니아 내에서 발생하는 저항작전에 대한 지원을 받을 수 있었다. 이는 수년 간 리투아니아를 대표하는 조직 중 하나로 지속적으로 운영되었다.
1943년에 나치는 다른 국가들에서와 마찬가지로 현지 인구로부터 무장 친위대 사단을 조직하려 시도했으나, 저항 세력들의 광범위한 저항으로 인해 보이콧 운동이 발생했다. 리투아니아 지역 방위대는 결국 1944년 리투아니아 지휘부 산하에서 조직되었으나, 몇 달 후 나치의 명령을 따르지 않아 해산되었다. 당시에 폴란드인과 리투아니아인 간의 관계가 그리 좋지 못했는데, 빌뉴스 지역을 둘러싼 전쟁 이전의 긴장은 폴란드인과 리투아니아인 간의 약한 수준의 갈등으로 이어졌다. 나치 후원의 리투아니아 부대 내에서 리투아니아 비밀 경찰들이 활동했고, 이 지역에서 폴란드인들을 억압하는 데 도움을 주기도 했다. 1943년 가을에 아르미아 크라요바는 리투아니아 부대에 대한 보복 작전을 개시했으며, 1944년 상반기에 리투아니아 경찰들과 다른 협력자들을 수백 명 죽였다. 이러한 갈등은 1944년 6월에 글린치스키(Glinciszki)와 뒤빙키(Dubinki)에서 수많은 폴란드와 리투아니아 민간인 간의 대학살로 이어졌다.

## 1944년 소련의 재점령
소비에트 연방은 1944년 여름부터 시작된 발트 공세의 일환으로 리투아니아를 재점령했다. 이 작전은 독일군을 물리치고 "소련 발트 민족들을 해방"하기 위한 이중 군사-정치 작전으로 구성되었다.

## 인구 손실
제2차 세계대전과 전후 10년 간 리투아니아는 상당한 인구 손실을 경험했다. 역사학자들이 인구 손실과 변화를 양적으로 측정하려 노력했으나, 정확하고 신뢰할 수 있는 데이터가 부족하여 작업이 복잡했다. 따라서 연구자 간에 조사한 인구 손실 수치에는 차이점이 존재한다. 리투아니아의 인구는 1923년 인구 조사(2,028,971명)와 소련의 1959년 인구 조사(2,711,400명) 사이에 데이터가 없었다. 그러나 다양한 학자들은 일반적으로 1940년부터 1953년까지의 인구 감소는 100만 명 이상 또는 전쟁 전 인구의 1/3 이상이라는 것에 동의하고 있다. 이 수는 홀로코스트 희생자, 소련 억압의 희생자 및 난민 또는 송환민 등으로 구성되어 있다.
| 기간                                        | 근거               | 근거          | 근거           | 근거         |
| ------------------------------------------- | ------------------ | ------------- | -------------- | ------------ |
| 기간                                        | Vaitiekunas (2006) | Truska (2005) | Damušis (1990) | Zunde (1964) |
| 첫번째 소련의 점령 (1940년 6월 - 1941년 6월 | 161,000            | 76,000        | 135,600        | 93,200       |
| 나치의 점령 (1941년 6월 - 1945년 1월        | 464,600            | 504,000       | 330,000        | 373,800      |
| ⇒ 홀로코스트로 인한 사망자                  | 200,000            | 200,000       | 165,000        | 170,000      |
| ⇒ 클라이페다 지역에서의 전쟁 난민           | 150,000            | 140,000       | 120,000        | 105,000      |
| ⇒ 리투아니아에서 온 전쟁 난민               | 60,000             | 64,000        | 120,000        | 60,000       |
| ⇒ 기타                                      | 54,600             | 100,000       | 45,000         | 38,800       |
| 두번째 소련의 점령 (1945년 1월 - 1953년)    | 530,000            | 486,000       | 656,800        | 530,000      |

## 참고문헌
- Anušauskas, Arvydas; Bubnys, Arūnas; Kuodytė, Dialia; Jakubčionis, Algirdas; Titinis, Vytautas; Truska, Liudas, eds. (2005). Lietuva,1940–1990 (in Lithuanian). Vilnius: Lietuvos gyventojų genocido ir rezistencijos tyrimo centras. ISBN 9986-757-65-7
- Banionis, Juozas (2004). "Lietuvos laisvinimo veikla Vakaruose įsigalint detantui 1970–1974 m." Genocidas Ir Rezistencija (in Lithuanian). ISSN 1392-3463
- Baumel, Judith Tydor; Laqueur, Walter (2001). "Baltic Countries". The Holocaust Encyclopedia. Yale University Press. ISBN 0-300-08432-3.
- Bubnys. Arūnas (2004). "The Holocaust in Lithuania: An Outline of Major Stages and Their Results". In Nikžentaitis, Alvydas; Schreiner, Stefan; Staliūnas, Darius (eds.). The Vanished World of Lithuanian Jews. Rodopi. ISBN 90-420-0850-4
- Buttar, Prit (2013). 《Between Giants》. ISBN 9781780961637.
- Clemens, Walter C. (2001). The Baltic Transformed: Complexity Theory and European Security. Rowman & Littlefield. ISBN 0-8476-9859-9
- Collier, Paul. (2004). "The Second World War: A world in flames". Osprey Publishing. ISBN 978-1841768304
- Damušis, Adolfas (1990). Lietuvos gyventojų aukos ir nuostoliai Antrojo pasaulinio karo ir pokario 1940—1959 metais (in Lithuanian) (2nd ed).
- Eidintas, Alfonsas; Žalys, Vytautas; Senn, Alfred Erich (1999). Tuskenis, Edvardas (ed.). Lithuania in European Politics: The Years of the First Republic, 1918–1940. New York: St. Martin's Press. ISBN 0-312-22458-3
- Gedye, G. E. R. “Latvia Gets Delay on Moscow Terms; Lithuania Summoned as Finland Awaits Call to Round Out Baltic 'Peace Bloc'”. 1: New York Times.
- Gurjanovas, Aleksandras (1997). "Gyventojų trėmimo į SSRS gilumą mastas (1941 m. gegužės–birželio mėn.)". Genocidas Ir Resistencija (in Lithuanian). 2. ISSN 1392-3463
- Janavičienė, Audronė (1997). "Sovietiniai diversantai Lietuvoje (1941–1944)". Genocidas Ir Rezistencija (in Lithuanian). 1. ISSN 1392-3463
- Kamuntavičius, Rūstis; Kamuntavičienė, Vaida; Civinskas, Remigijus; Antanaitis, Kastytis (2001). Lietuvos istorija 11–12 klasėms (in Lithuanian). Vilnius: Vaga. ISBN 5-415-01502-7
- Lane, Thomas (2001). Lithuania: Stepping Westward. Routledge. ISBN 0-415-26731-5
- Mackevičius, Mečislovas (Winter 1986). "Lithuanian resistance to German mobilization attempts 1941-1944" 보관됨 2023-03-29 - 웨이백 머신. Lituanus. 4 (32). ISSN 0024-5089
- MacQueen, Michael (1998). "The Context of Mass Destruction: Agents and Prerequisites of the Holocaust in Lithuania". Holocaust and Genocide Studies. 12 (1): 27–48.
- Muriyev, Dado (1984). "Preparations, Conduct of 1944 Baltic Operation Described". Military History Journal. Joint Publications Research Service. 9.
- Overy, Richard. (1999). "Russia's War". Penguin Books Limited. ISBN 9780141925127
- Peterson, Roger D. (2001). Resistance and Rebellion: Lessons from Eastern Europe. Cambridge University Press. ISBN 0-521-77000-9
- Porat, Dina (2002). "The Holocaust in Lithuania: Some Unique Aspects". In Cesarani, David (ed.). The Final Solution: Origins and Implementation. Routledge. ISBN 0-415-15232-1
- Rauch, Georg von (2006). The Baltic States: The Years of Independence 1917–1940. London: Hurst & Company. ISBN 1-85065-233-3
- Rosenberg, Jennifer. "Abba Kovner and Resistance in the Vilna Ghetto”. 《About.com》.
- Sabaliūnas, Leonas (1972). Lithuania in Crisis: Nationalism to Communism 1939–1940. Indiana University Press. ISBN 0-253-33600-7
- Skirius, Juozas (2002). "Klaipėdos krašto aneksija 1939–1940 m.". Gimtoji istorija. Nuo 7 iki 12 klasės (in Lithuanian). Vilnius: Elektroninės leidybos namai. ISBN 9986-9216-9-4.
- Snyder, Timothy (2003). The Reconstruction of Nations: Poland, Ukraine, Lithuania, Belarus, 1569-1999. Yale University Press. ISBN 0-300-10586-X
- Stoliarovas, Andriejus (2008). Lietuvių pagalbinės policijos (apsaugos) 12-asis batalionas. Vytautas Magnus University.
- Ulevicius, Liutauras. (2013). Killing Jews in the yard of NKVD garage in June 1941 (ex „Lietūkis“). Ulevicius lt.
- Vaitiekūnas, Stasys (2006). Lietuvos gyventojai: Per du tūkstantmečius (in Lithuanian). Vilnius: Mokslo ir enciklopedijų leidybos institutas. ISBN 5-420-01585-4
- Vardys, Vytas Stanley; Sedaitis, Judith B. (1997). Lithuania: The Rebel Nation. Westview Series on the Post-Soviet Republics. WestviewPress. ISBN 0-8133-1839-4
- Zundė, Pranas. (1964). "Lietuvos gyventojų dinamika ir struktūra". Aidai (in Lithuanian). 10. ISSN 0002-208X
- 샤이러, 윌리엄 (2023). "제3제국사: 히틀러의 탄생부터 나치 독일의 패망까지". 책과함께.
- 와인버그, 재러드 (2016). "2차 세계대전사 1". 길찾기.
- 오버리, 리처드 (2002). "스탈린과 히틀러의 전쟁". 지식의 풍경.
- 콜리어, 폴 (2008). "제2차 세계대전, 탐욕의 끝, 사상 최악의 전쟁". 플래닛미디어

## 같이 보기
- 나치 독일
- 독일-소련 불가침 조약
- 소련의 발트 3국 점령
- 발트 3국의 소비에트화
- 국가판무관부